# Pöls
Pöls est une ancienne  commune autrichienne du district de Murtal en Styrie.
Depuis le premier janvier 2015 elle est intégrée à la municipalité nouvelle de Pöls-Oberkurzheim.